# Hjortskölding
Hjortskölding (Pluteus cervinus) är en svampart som först beskrevs av Jakob Christan Schaeffer, och fick sitt nu gällande namn av Paul Kummer 1871. Hjortskölding ingår i släktet Pluteus och familjen Pluteaceae.  Arten är reproducerande i Sverige. Inga underarter finns listade i Catalogue of Life.

## Källor

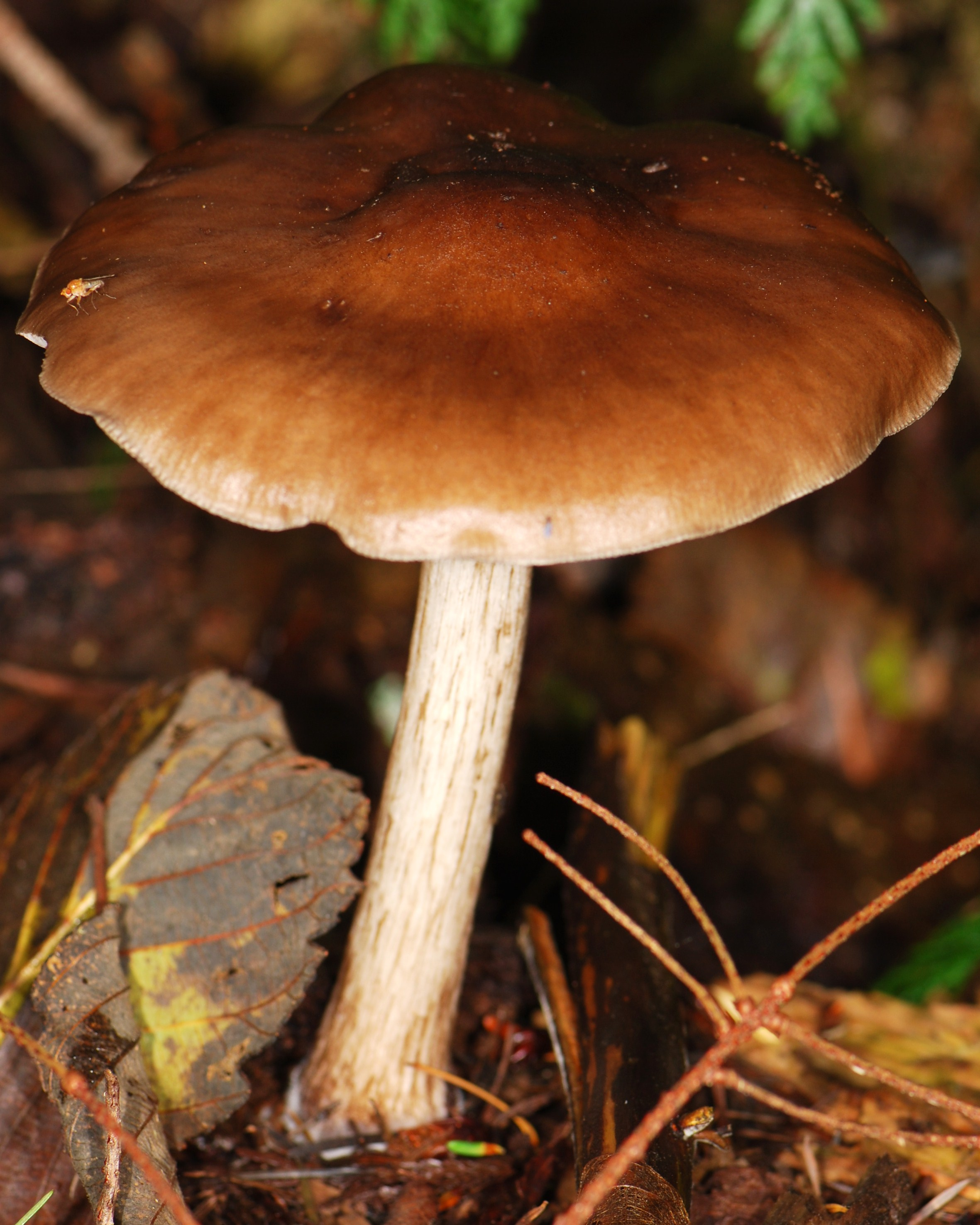
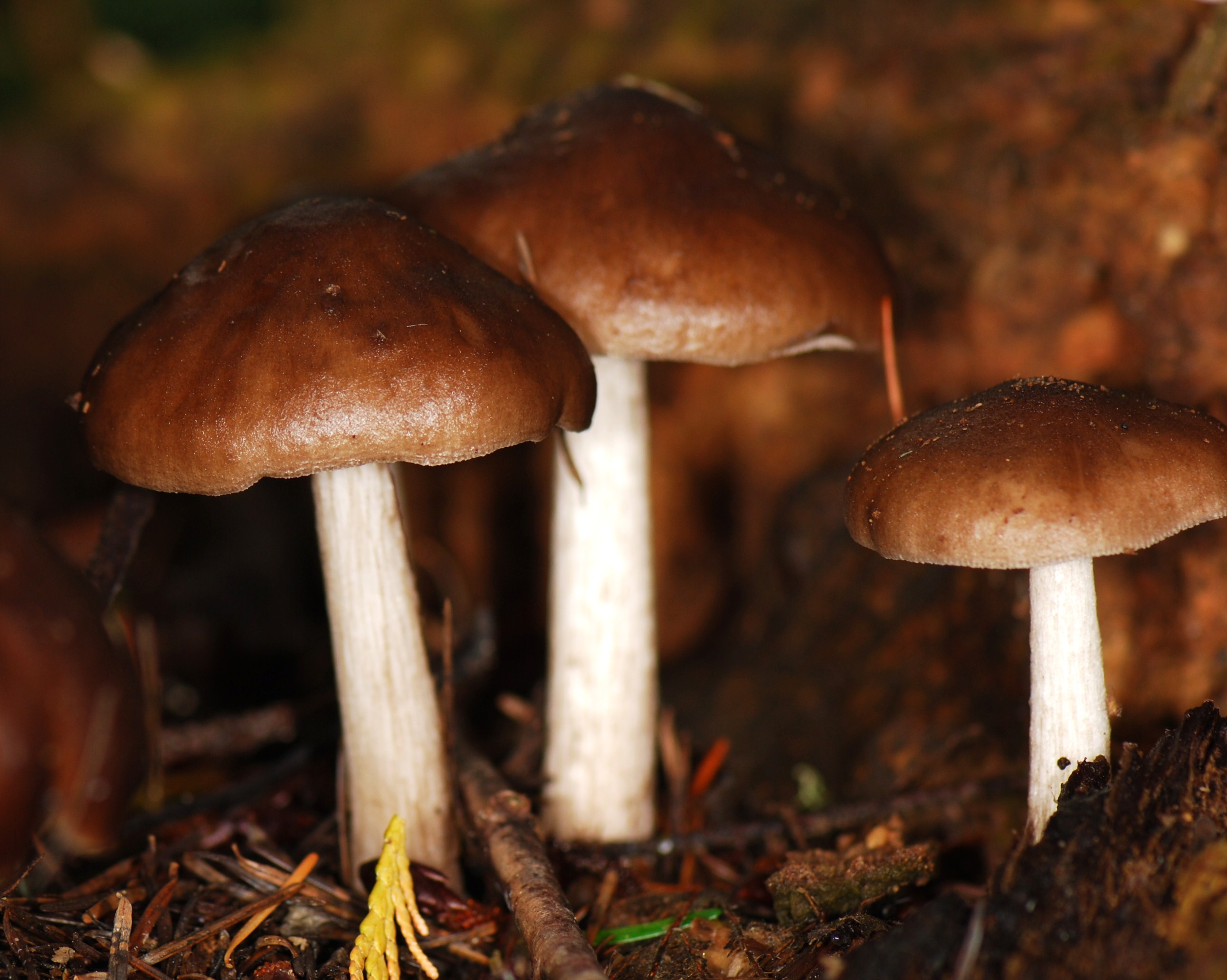
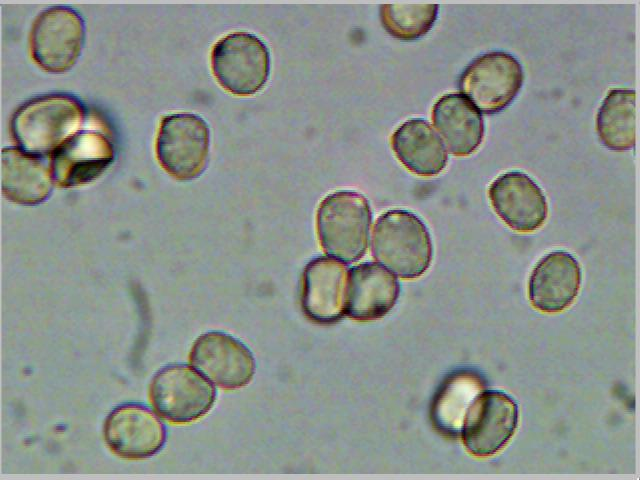
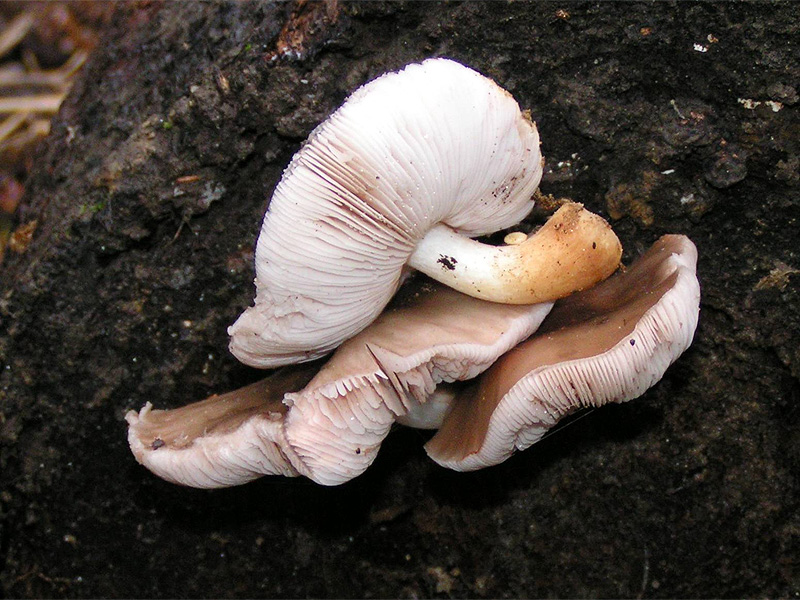
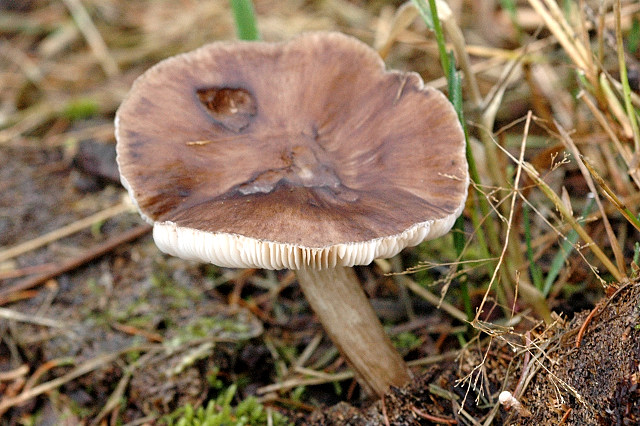
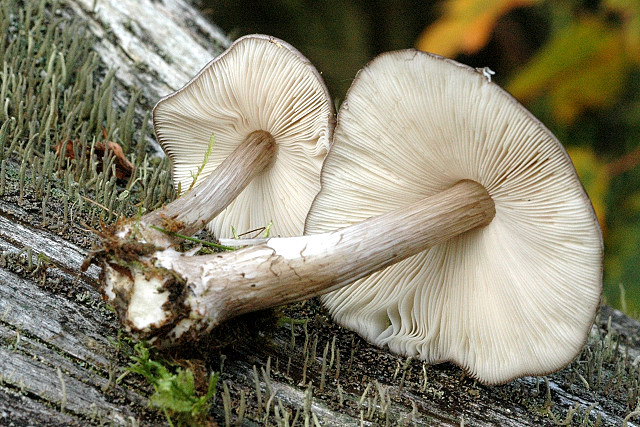
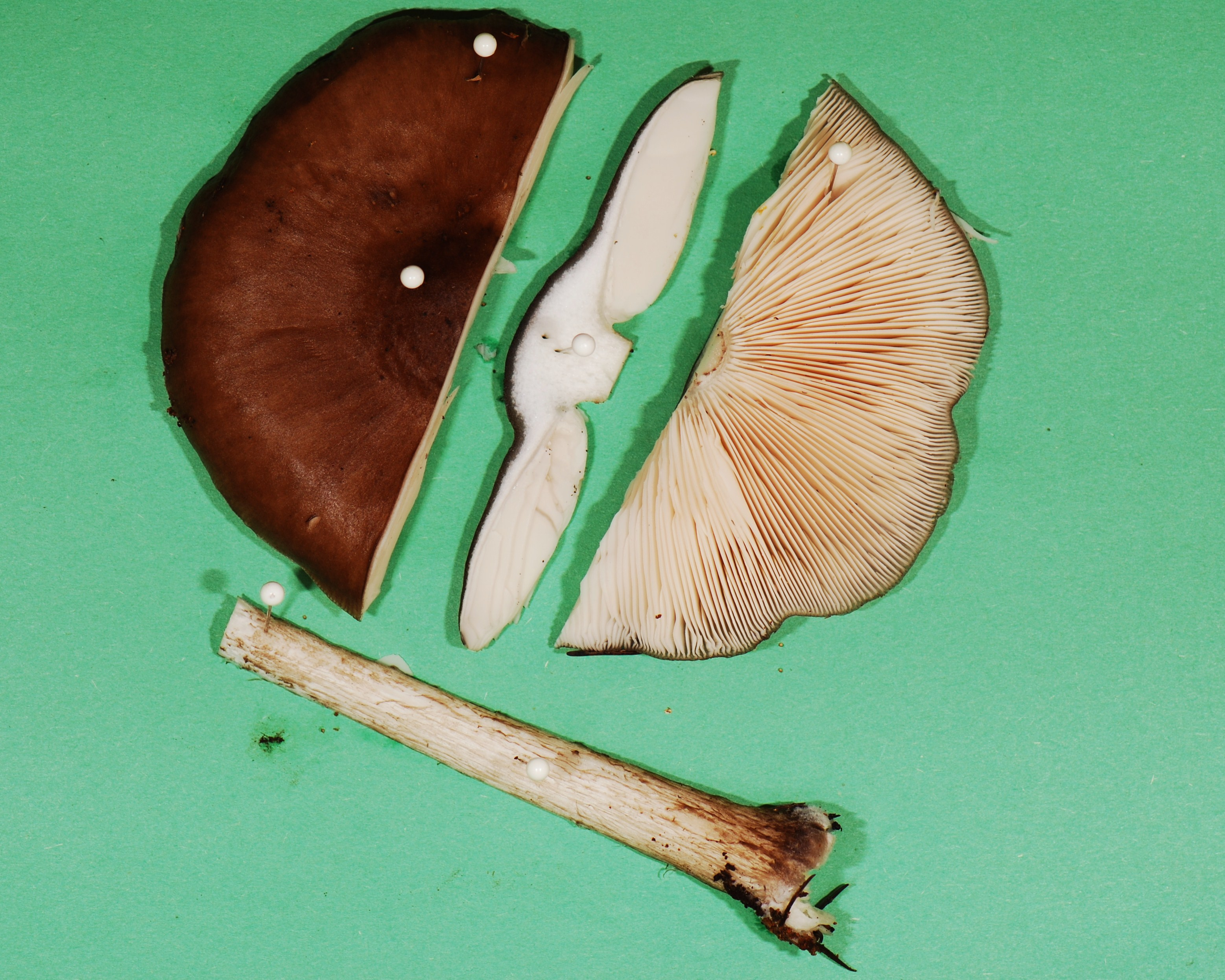